# Parechthrodryinus albiclavatus
Parechthrodryinus albiclavatus is een vliesvleugelig insect uit de familie Encyrtidae. De wetenschappelijke naam is voor het eerst geldig gepubliceerd in 1975 door Shafee, Alam & Agarwal.